# Campanula alpina
Campanula alpina là loài thực vật có hoa trong họ Hoa chuông. Loài này được Jacq. mô tả khoa học đầu tiên năm 1762.